# 文本数据库
文本数据库（TXTDB）是一种常用的数据库，也是最简单的数据库。任何文件都可以成为文本数据库。

## 关于
文本数据库可以为任何扩展名，在文件中写入任何信息，通过程序（比如PHP、ASP等）来读写文本数据库的内容。

## 使用文本数据库的程序
- BMForum
- Boblog
- Ofstar （页面存档备份，存于）
- CTB